# Александровка (Нижнеингашский район)
Алекса́ндровка — деревня в Нижнеингашском районе Красноярского края. Административный центр Александровского сельсовета.

## География
Деревня находится в восточной части края, в пределах таёжной лесорастительной зоны, на правом берегу реки Тибишет, к северу от автодороги 04Н-682, на расстоянии приблизительно 29 км (по прямой) к северо-востоку от Нижнего Ингаша, административного центра района. Абсолютная высота — 249 м над уровнем моря.
Климат
Климат характеризуется как резко континентальный, с продолжительной морозной малоснежной зимой и коротким жарким летом. Зима продолжается в течение 6-7 месяцев. Абсолютный минимум температуры воздуха составляет −51 °C (по данным метеостанции г. Канск). Продолжительность периода с температурой более 10 °С составляет 100—110 дней. Среднегодовое количество атмосферных осадков составляет 484 мм.

## История
Основана в 1677 году. По данным 1926 года в деревне Шулева имелось 156 хозяйств и проживало 753 человека (382 мужчины и 371 женщина). В национальном составе населения того периода преобладали русские. В административном отношении являлась центром Александровского сельсовета Нижне-Ингашского района Канского округа Сибирского края. В советское время работали колхозы «Партизанская Победа» и «Победа», а также леспромхоз.

## Население
| 2010 |
| ---- |
| 269  |

Половой состав
По данным Всероссийской переписи населения 2010 года, в гендерной структуре населения мужчины составляли 51,3 %, женщины — соответственно 48,7 %.
Национальный состав
Согласно результатам переписи 2002 года, в национальной структуре населения русские составляли 96 % из 360 чел.